# N-Гликолилнейраминовая кислота
N-гликолилнейраминовая кислота (Neu5Gc) — представляет собой N-производное нейраминовой кислоты, которая найдена у большинства млекопитающих, в то время как организм человека не может синтезировать её из-за отсутствия гена CMAH (отвечает за синтез кислоты), однако он встречается у обезьян. Neu5Gc относится к сиаловым кислотам.

## Распространение в природе
Neu5Gc распространена у млекопитающих, следовые количества могут быть обнаружены и в организме человека, даже при том, что ген, кодирующий синтез Neu5Gc, давно был утрачен. Эти следовые количества происходят от потребления продуктов животного происхождения, входящих в рацион человека. Главным источником Neu5Gc является красное мясо — говядина, баранина или свинина. В меньшей степени она также может быть обнаружена в молочных продуктах. N-Гликолилнейраминовую кислоту невозможно обнаружить в мясе домашней птицы, в следовых количествах встречается в рыбе.

## Механизм поглощения
Так как сиаловые кислоты несут отрицательный заряд и являются гидрофильными соединениями, то им не просто проникнуть внутрь клетки из-за наличия липидной и гидрофобной мембраны. Именно поэтому, чтобы произошло поглощение Neu5Gc, необходим эндоцитоз.